# Y-Trasse (Radschnellverbindung)
Die Y-Trasse (RSV 1) ist eine geplante Radschnellverbindung in Berlin. Die Bauphase sollte nicht vor 2022[veraltet] beginnen. Die Bezeichnung Y-Trasse lehnt sich an den Y-förmigen Streckenverlauf an. Der finale Name steht allerdings noch zur Diskussion.
Der Weg soll sich über eine Gesamtlänge von etwa 17 Kilometern erstrecken und durch die Bezirke Treptow-Köpenick, Neukölln und Friedrichshain-Kreuzberg verlaufen.

## Geschichte

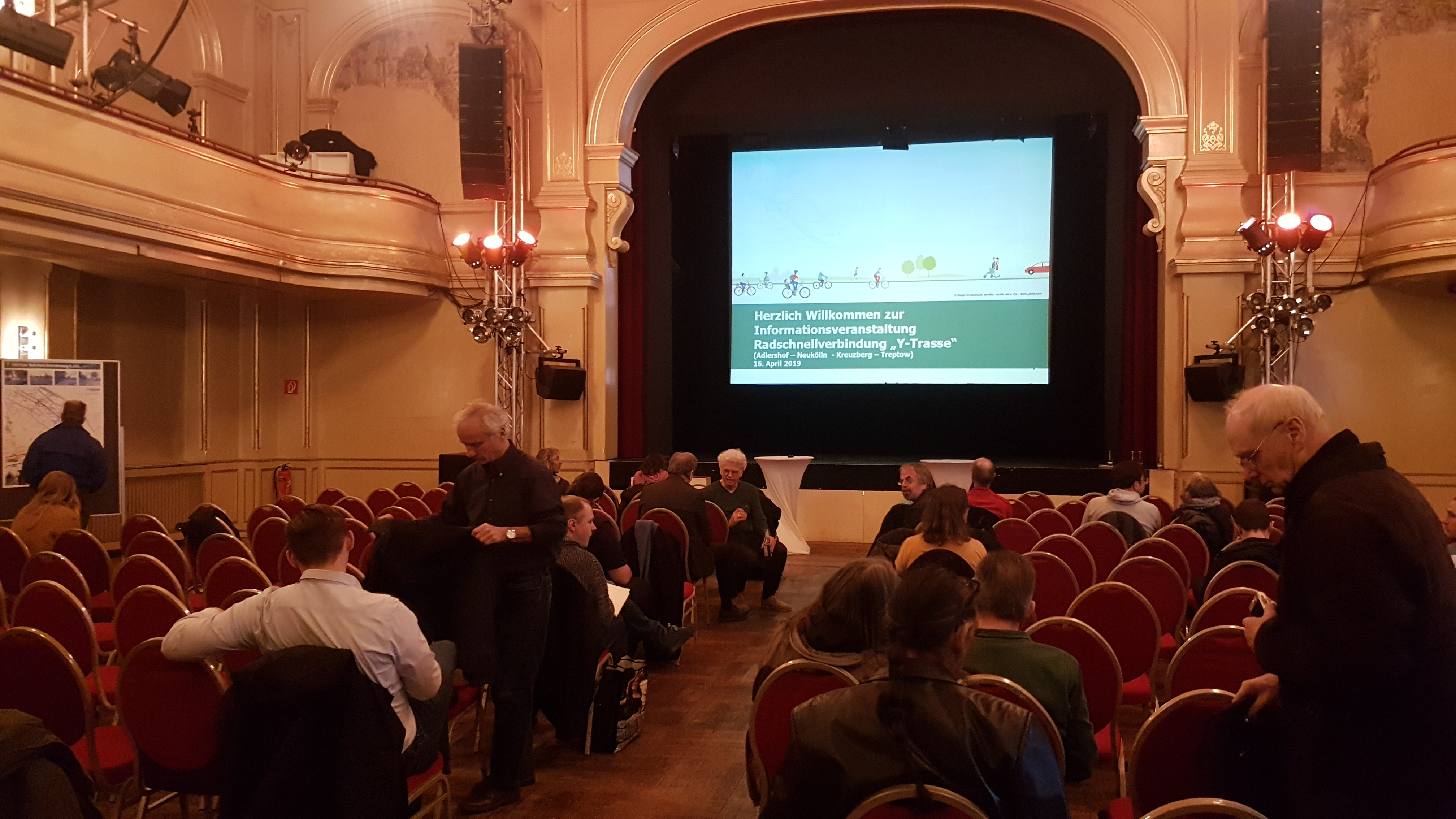
Informationsveranstaltung am 16. April 2019

Im Jahr 2017 wurden in Berlin 30 sogenannte Trassenkorridore identifiziert, die für den Bau von Radschnellwegen geeignet sein könnten. Davon wurde für zehn Strecken begonnen, konkrete mögliche Verläufe zu untersuchen. Nach § 45 des 2018 vom Berliner Abgeordnetenhaus beschlossenen Mobilitätsgesetzes sollen in Berlin Radschnellverbindungen mit einer Gesamtlänge von mindestens 100 Kilometern gebaut werden. Für die Umsetzung wurde das landeseigene Unternehmen infraVelo gegründet.
Am 16. April 2019 stellten die Bezirksbürgermeisterin von Friedrichshain-Kreuzberg, Monika Herrmann (Bündnis 90/Die Grünen), der Bezirksbürgermeister von Neukölln, Martin Hikel (SPD), der Staatssekretär für Verkehr, Ingmar Streese, und Peter Bischoff vom Planungsbüro SHP Ingenieure vor etwa 150 Besuchern im Heimathafen Neukölln den Stand der Planung vor. Bestandteil der Veranstaltung war ein Dialog zwischen Bürgerinnen und Bürgern und Interessierten und dem zuständigen Fachplanungsbüro über einen möglichen Verlauf der Route. Die Teilnehmenden konnten sich in vier Gesprächskreisen zu möglichen konkreten Straßenverlaufoptionen in jeweils vier verschiedenen Streckenbereichen einbringen. Die dort aufgenommenen Anregungen sollen in die weiteren Planungen einbezogen werden.

## Abschnitte
Die voraussichtliche Route wird von Süden nach Norden in drei Abschnitte unterteilt:

### Abschnitt I (von Adlershof nach Hafen Britz-Süd)
Der Abschnitt I soll ausgehend von Adlershof über eine Strecke von rund 5,7 Kilometern über den Berliner Mauerweg parallel der Bundesautobahn 113 zum Hafen Britz-Süd verlaufen, wo sich die Route in zwei Strecken aufgabelt. Der geplante Abschnitt führt abseits der Autoverkehrsstraßen über eine eigenständige Radstrecke. Das Abfahren der Strecke soll bei mittlerer Geschwindigkeit rund 36 Minuten und bei schneller Geschwindigkeit rund 22 Minuten dauern. Mit dem Abschnitt würden das Wohnungsneubaugebiet in Johannisthal und die Humboldt-Universität in Adlershof an die Innenstadt angebunden werden. Das zuständige Planungsbüro erwartet, dass der Streckenabschnitt täglich rund 300 Autofahrten ersetzen könnte.

### Abschnitt II (von Neukölln zum Südstern)
Der Abschnitt II ist der westliche Arm der Trasse und führt als Verbindung zwischen Neukölln und Kreuzberg entlang des Tempelhofer Feldes, durch den Volkspark Hasenheide bis zum Südstern und bindet die Wohnungsneubaugebiete Luisenstadt Mariendorfer Weg/Tempelhofer Weg an. Der Abschnitt soll rund 5,9 Kilometer lang werden und bei mittlerem Fahrtempo in etwa 24 Minuten und bei schneller Geschwindigkeit in rund 16 Minuten abgefahren werden können. Er soll laut Planungsbüro bis zu 2200 Autofahrten täglich ersetzen können.

### Abschnitt III (von Neukölln zum Görlitzer Park)
Bei dem Abschnitt III handelt es sich um die östliche Abzweigung, die voraussichtlich entlang der Bundesautobahn 100 beziehungsweise des Teltowkanals auf dem Mauerweg zum Görlitzer Park führt und insgesamt rund fünf Kilometer lang werden soll. Der Arm soll einen Anschluss an den Mauerweg und den Europaradweg R1 bilden. Je nach Geschwindigkeit soll er je nach Fahrweise in etwa 27 beziehungsweise 16 Minuten Fahrzeit zurückgelegt werden können. Insbesondere aufgrund dort liegender Wohngebiete und Arbeitsstätten, rechnet das Planungsbüro für diesen Abschnitt mit etwa 3100 täglich eingesparten Autofahrten.

Einzelne Streckenbereiche mit möglichen Verläufen in der Diskussion
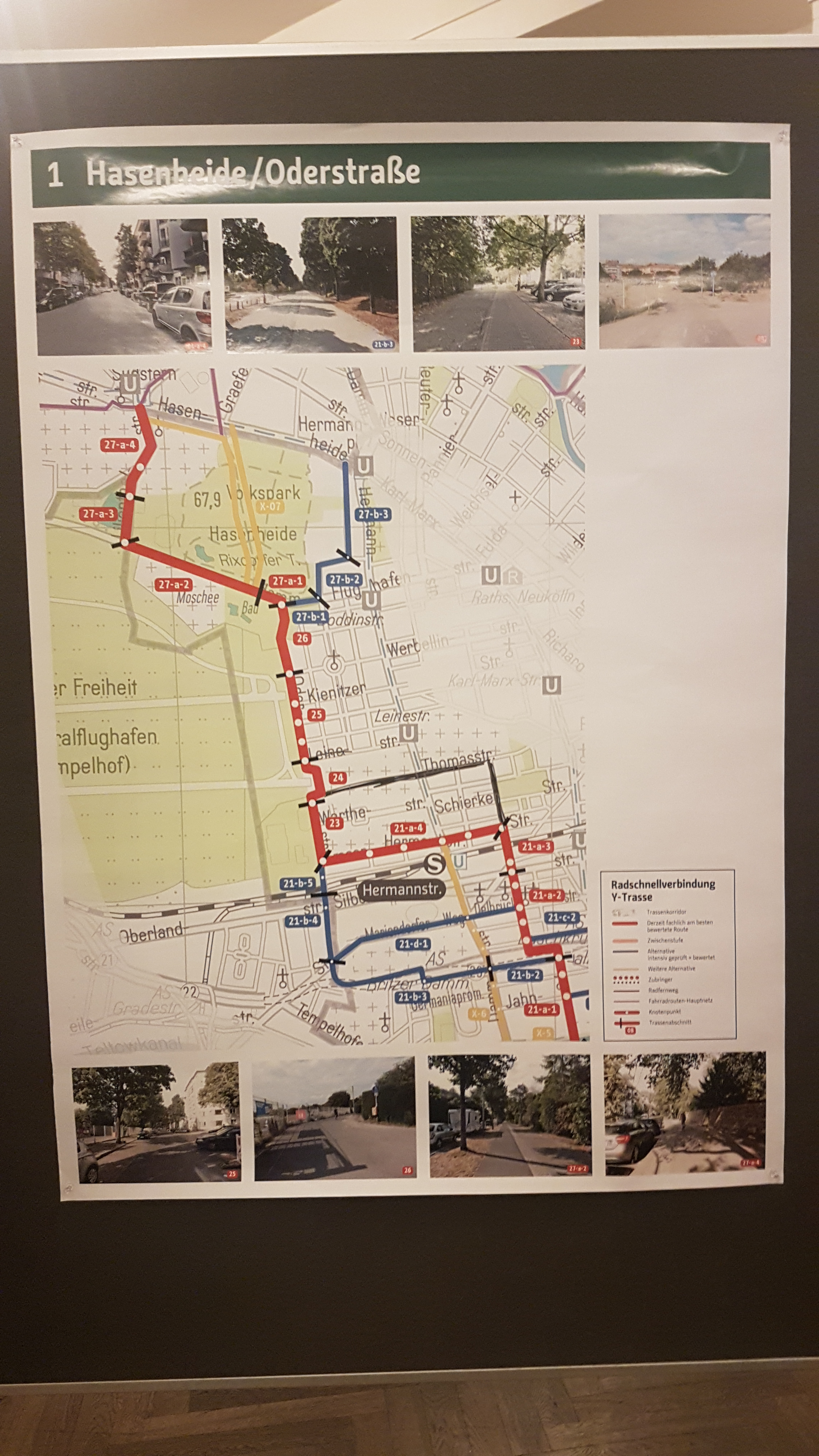
Hasenheide/ Oderstraße
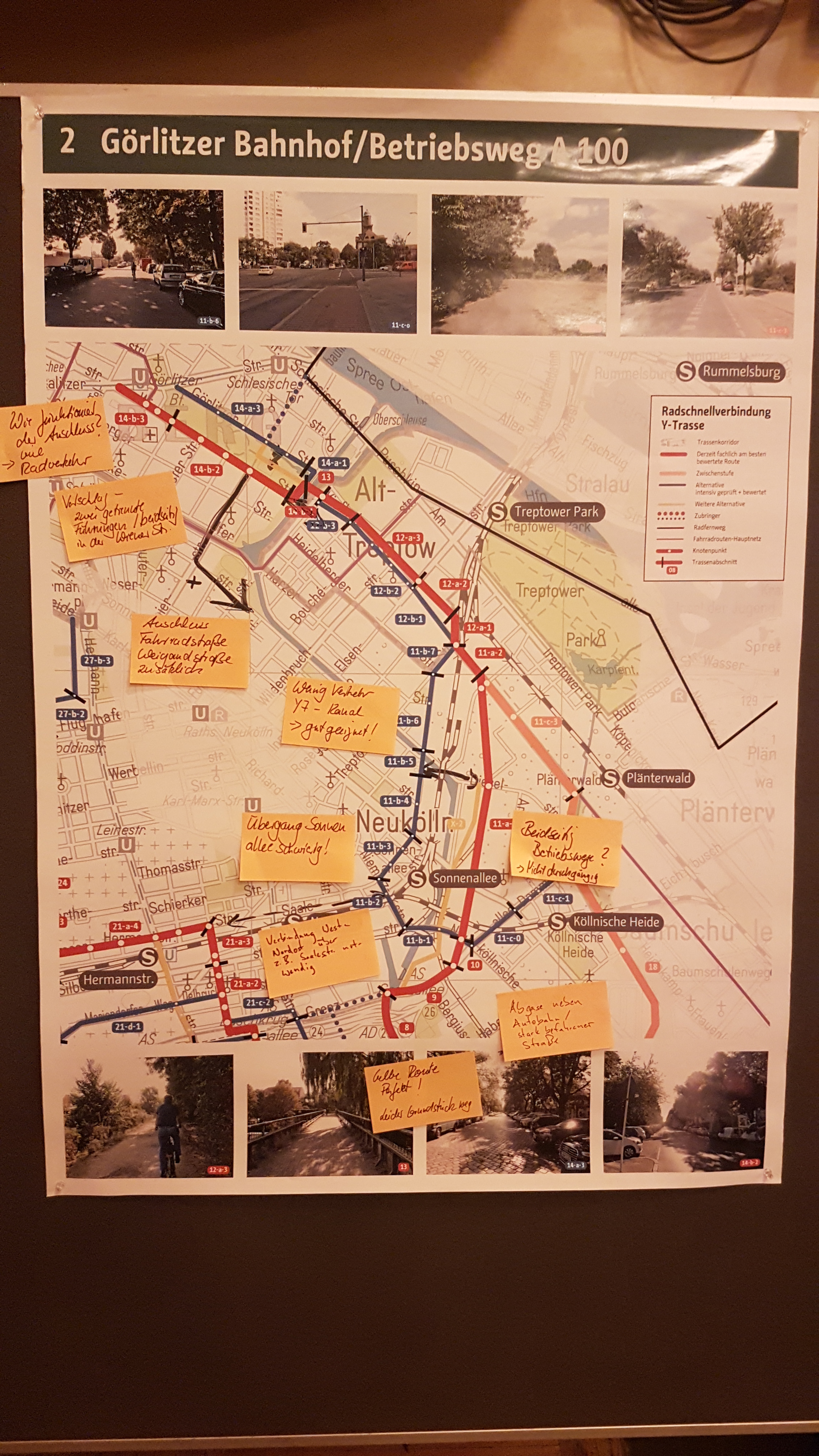
Görlitzer Bahnhof/ Betriebsweg A 100
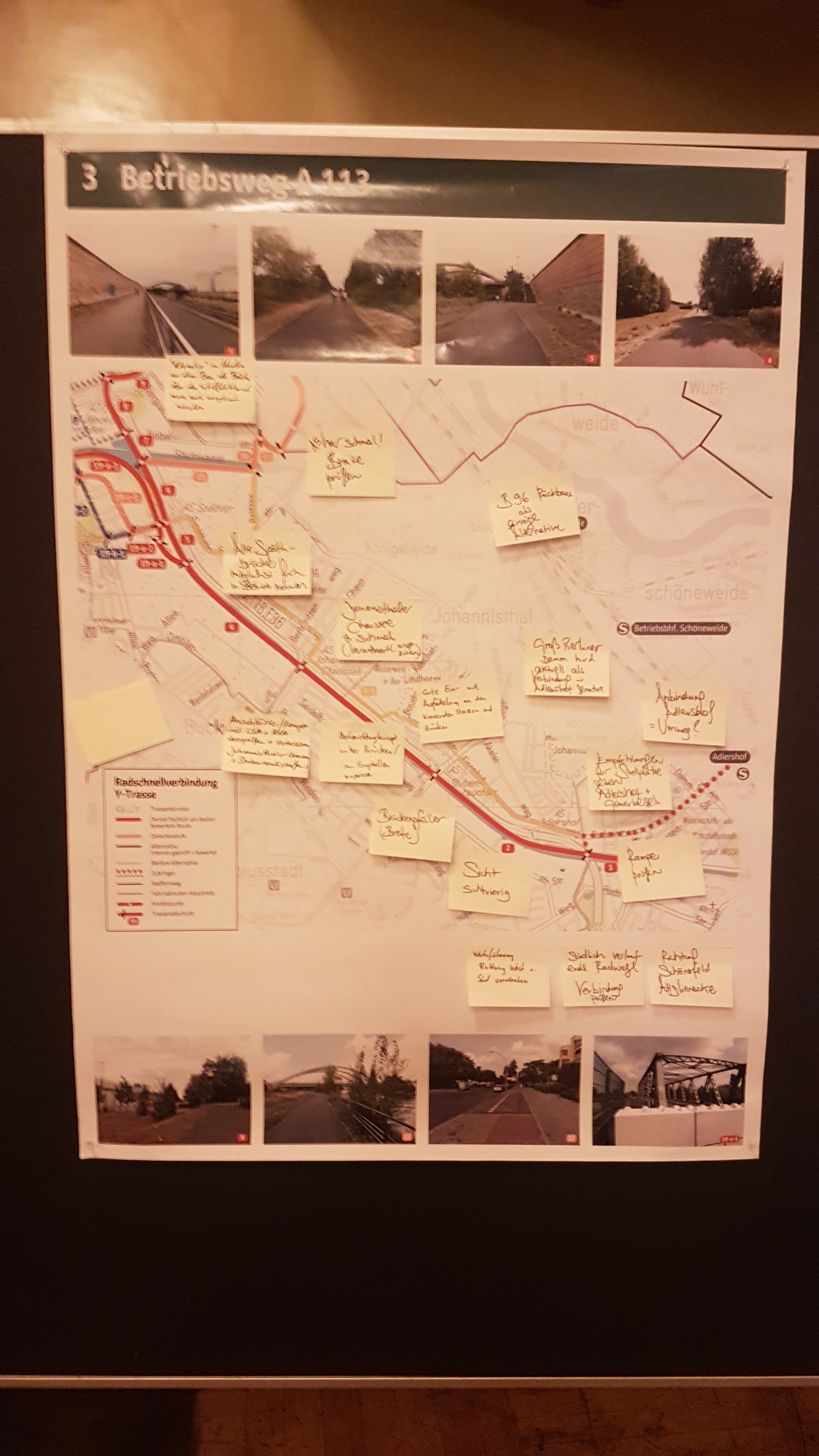
Betriebsweg A 113
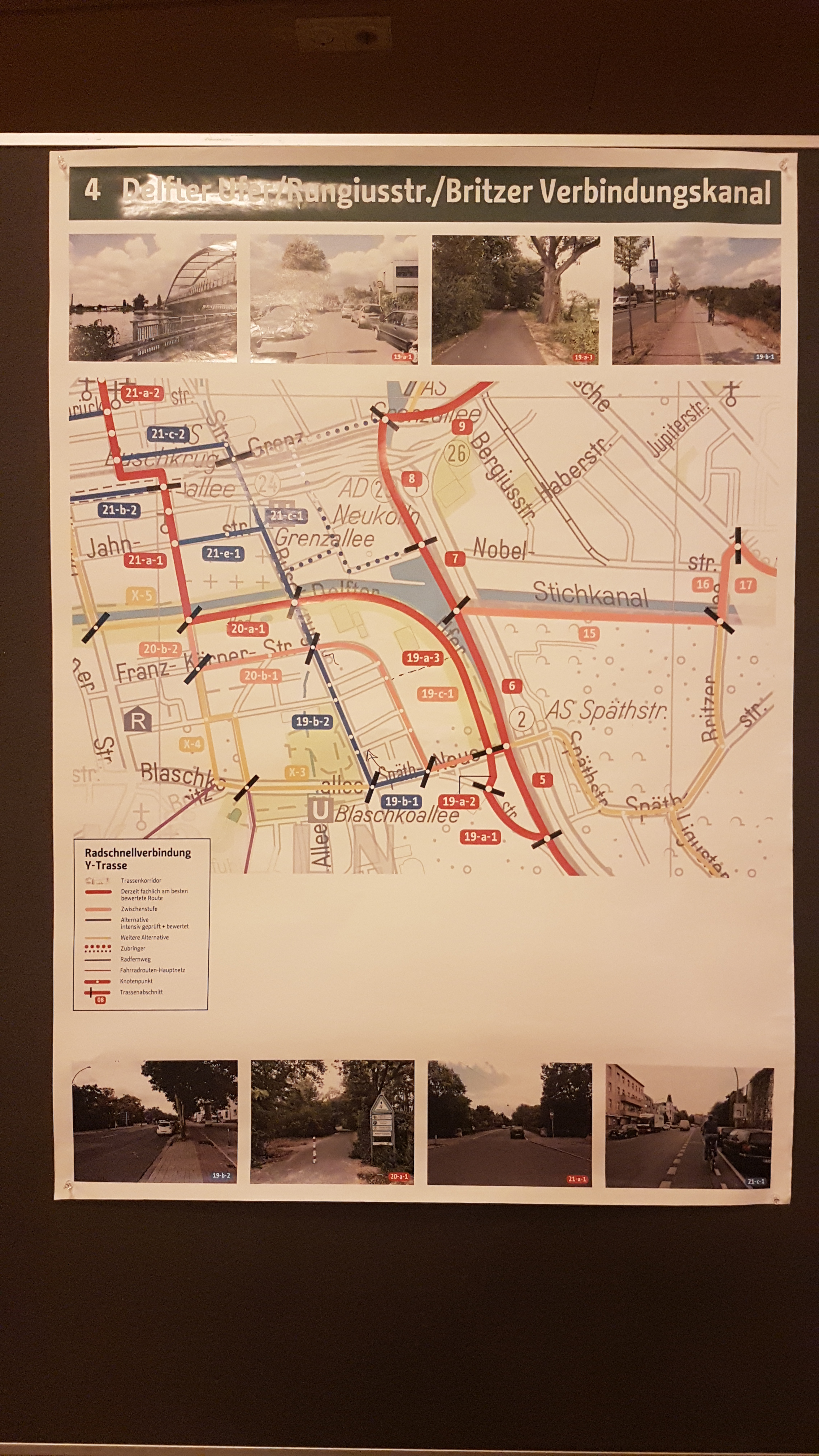
Delfter Ufer/ Rungiusstraße/ Britzer Verbindungskanal